# TYT.BCE.HACPEM
TYT.BCE.HACPEM (сокращённо TBH) — эхоконференция Фидо.
Конференция TYT.BCE.HACPEM (записывается латинскими буквами «tyt.bce.hacpem») была создана 19 октября 1994 года Дмитрием Орлом из Москвы. Целью создания этой эхи была провозглашена «ассенизация» остальных эх. В конференции приветствовались практически все действия, являвшиеся нарушением правил других конференций, в том числе нецензурная брань, коммерческая реклама, излишнее цитирование и т. д.
Согласно некоторым источникам, лексика конференции послужила одной из основ для жаргона падонков (например, писать вместо предлога «в» приставку «ф» придумали именно в ТВН). Также среди подписчиков ТВН были основатели движения кащенитов.
24 марта 1995 года решением координатора сети 5020 (Москва) распространение конференции было объявлено XAB (eXcessively Annoying Behaviour, чрезмерно раздражающим поведением, являющимся основанием для комплейна). Несмотря на это, конференция продолжала существовать.